# Logiciel ludo-éducatif
 (octobre 2019).
Si vous disposez d'ouvrages ou d'articles de référence ou si vous connaissez des sites web de qualité traitant du thème abordé ici, merci de compléter l'article en donnant les références utiles à sa vérifiabilité et en les liant à la section « Notes et références ».

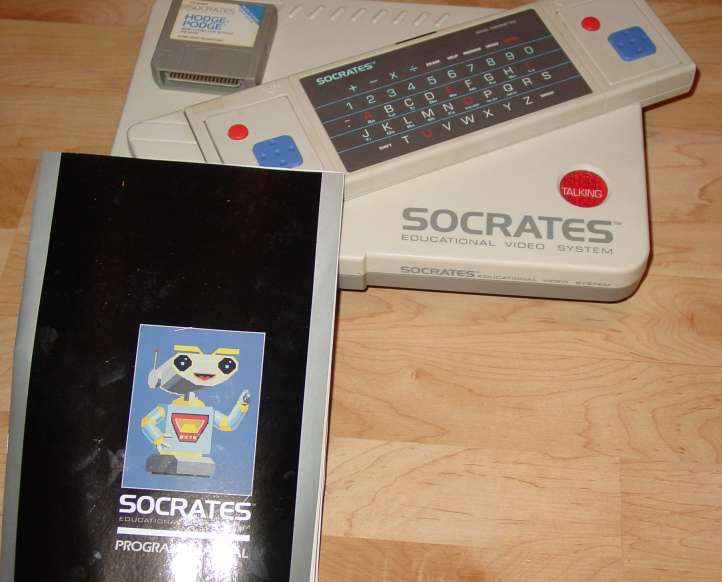
Console de jeu éducatif Vtech Socrates (1988).

Un logiciel ludo-éducatif, ou jeu vidéo éducatif, est un logiciel dont le but est d'enseigner certaines notions (logique, connaissances, capacités intellectuelles diverses) à son utilisateur, par l'intermédiaire de jeux.
Parmi les plus célèbres, on peut citer la série Adibou, destinée aux enfants, de même que Galswin, ou les jeux mettant en scène Blupi, née en 1988 sur les ordinateurs suisses Smaky. D'autres moins connus ont basé leur création et leur diffusion sur le modèle du logiciel libre comme GCompris.
On peut également citer les jeux visant à faire prendre conscience au joueur de ses connaissances sur un sujet donné et de lui fournir les moyens d'augmenter son niveau de connaissances sur ce sujet, comme les quiz.
Il existe une université d'été annuelle sur le Multimédia Ludo éducatif LUDOVIA, rencontre de réflexion, échanges et d'affaires qui rassemble chaque année la communauté francophone des logiciels ludo éducatifs (Ressources sur cédérom et ressources en ligne) (Éditeurs, chercheurs, studios, utilisateurs professionnels...) 

## Conception
De nombreux jeux éducatifs ont été développés et sortis à partir des années 1990, destinés principalement à l'éducation des jeunes enfants.
La conception de jeux éducatifs à usage domestique a été influencée par les concepts de jeu, ils sont conçus pour être amusants et éducatifs.
Exemples de logiciels ludo-éducatifs qui ont une approche pédagogique structurée, généralement orientée vers les compétences en lecture et en calcul.
- La Bosse des maths, Adi et Adibou de Coktel Vision
- Atout Clic et Akakliké de Hachette Multimédia
- Les jeux éducatifs de Disney Interactive avec Mickey Mouse et Winnie l'ourson
- La Famille Coup de Pouce de Knowledge Adventure
- Lapin Malin et Le Club des Trouvetout de The Learning Company

## Liste de jeux éducatifs
- 1983 : Lapin Malin (Reader Rabbit)
- 1984 : L'école buissonnière (Fun School)
- 1987 : La Bosse des maths
- 1990 : Adi
- 1992 : Adibou
- 1994 : La Famille Coup de Pouce (JumpStart)
- 1996 : Graines de génie
- 1996 : L'Odyssée des Zoombinis
- 1996 : Rayman Junior
- 1997 : Atout Clic
- 1997 : Galswin
- 1997 : Les Neuf Destins de Valdo
- 1998 : Le Club des Trouvetout (The ClueFinder)
- 1998 : Akakliké
- 1998 : L'Album secret de l'oncle Ernest
- 1999 : Rayman Accompagnement Scolaire
- 2000 : Adiboud'chou
- 2000 : Joue avec les Teletubbies
- 2010 : eCrew Development Program
- 2023 : Archipel Education

## Institutions éducatives
- Cégep de Shawinigan : Depuis l'année 2010-2011, le programme de technique en informatique du Cégep de Shawinigan forme les étudiants à la programmation en jeux vidéo ludo-éducatif[réf. nécessaire].